# Парна функція

Приклад парної функції: f(x) = x^{2}

Па́рна фу́нкція — функція {\displaystyle f:X\subset \mathbb {R} \to \mathbb {R} }, визначена на симетричній (відносно початку координат) множині {\displaystyle X}, яка не змінює значення при зміні знаку аргумента, тобто:
{\displaystyle f(-x)=f(x),\quad \forall x\in X.\!}
Графік парної функції дзеркально-симетричний відносно осі ординат.

## Властивості
- Сума і різниця парних функцій буде парною функцією
- Добуток і частка парних функцій буде парною функцією
- Добуток і частка непарних функцій буде парною функцією
- Композиція парних функцій буде парною функцією

## Приклади
- {\displaystyle y=|x|}
- {\displaystyle y=x^{2}}
- {\displaystyle y=7x^{4}-4x^{2}+5-{\frac {3}{x^{2}}}} (тільки парні степені)
- {\displaystyle y=\cos x}

## Алгоритм дослідження функції на парність
Дослідження функції на парність - це вивчення питання про те, чи є задана функція парною.
Алгоритм дослідження функції {\displaystyle y=f(x)} на парність:
- Знайти для функції {\displaystyle y=f(x)} область визначення функції ({\displaystyle D(y)} ) та встановити чи симетрична {\displaystyle D(y)} відносно нуля.
- Якщо область визначення функції ({\displaystyle D(y)}) симетрична відносно нуля, тоді:  
  - скласти вираз {\displaystyle f(-x)};
  - порівняти {\displaystyle f(-x)} та {\displaystyle f(x)}, якщо рівність {\displaystyle f(-x)=f(x)} справджується для будь-якого значення {\displaystyle x} з області визначення функції ({\displaystyle D(y)}), то функція {\displaystyle y=f(x)} - парна.

## Приклади дослідження парності функції
Приклад 1. Дослідити на парність функцію {\displaystyle f(x)={\frac {x^{6}}{x^{2}-5}}}
Розв'язання:
Областю визначення функції  {\displaystyle f(x)={\frac {x^{6}}{x^{2}-5}}} : {\displaystyle D(y)=(-\infty ;-{\sqrt {5}})\cup (-{\sqrt {5}};{\sqrt {5}})\cup ({\sqrt {5}};+\infty )} - симетрична відносно нуля. Замінити аргумент {\displaystyle x} функції  {\displaystyle f(x)={\frac {x^{6}}{x^{2}-5}}}  на  {\displaystyle -x}, отримаємо : {\displaystyle f(-x)={\frac {(-x)^{6}}{(-x)^{2}-5}}}. Оскільки аргумент в чисельнику і знаменнику в парному степені, а степінь від'ємного числа з парним показником є додатним числом, тому {\displaystyle f(-x)={\frac {(-x)^{6}}{(-x)^{2}-5}}={\frac {x^{6}}{x^{2}-5}}}.  Виконується тотожність {\displaystyle f(-x)=f(x),x\neq {\sqrt {5}};x\neq -{\sqrt {5}}}, тому функція {\displaystyle f(x)={\frac {x^{6}}{x^{2}-5}}} - парна.